# El Balcó del Pirineu
El Balcó del Pirineu és una urbanització del municipi de Montferrer i Castellbò. La urbanització fou construïda en un serrat, continuació del serrat de Castellciutat i Montferrer, a l'esquerra del riu Segre. Per aquesta raó, algunes parcel·les tenen un pendent important. Cal destacar que la majoria dels xalets són propietat d'andorrans.